# 日古良卡河
52°23′44″N 25°17′10″E / 52.3956°N 25.2860°E
日古良卡河是白俄羅斯的河流，位於該國西南部布列斯特州，流經伊瓦采維齊基區和別廖扎區，屬於雅瑟達河的左支流，河道全長44公里，流域面積595平方公里。